# ليونيل ماثيوز
ليونيل ماثيوز (بالإنجليزية: Lionel Matthews)‏ هو عسكري أسترالي، ولد في 15 أغسطس 1912 في Stepney, South Australia ‏ في أستراليا، وتوفي في 2 مارس 1944 في كوتشينغ في ماليزيا بسبب إعدام رميا بالرصاص.